# Teddy Scholten

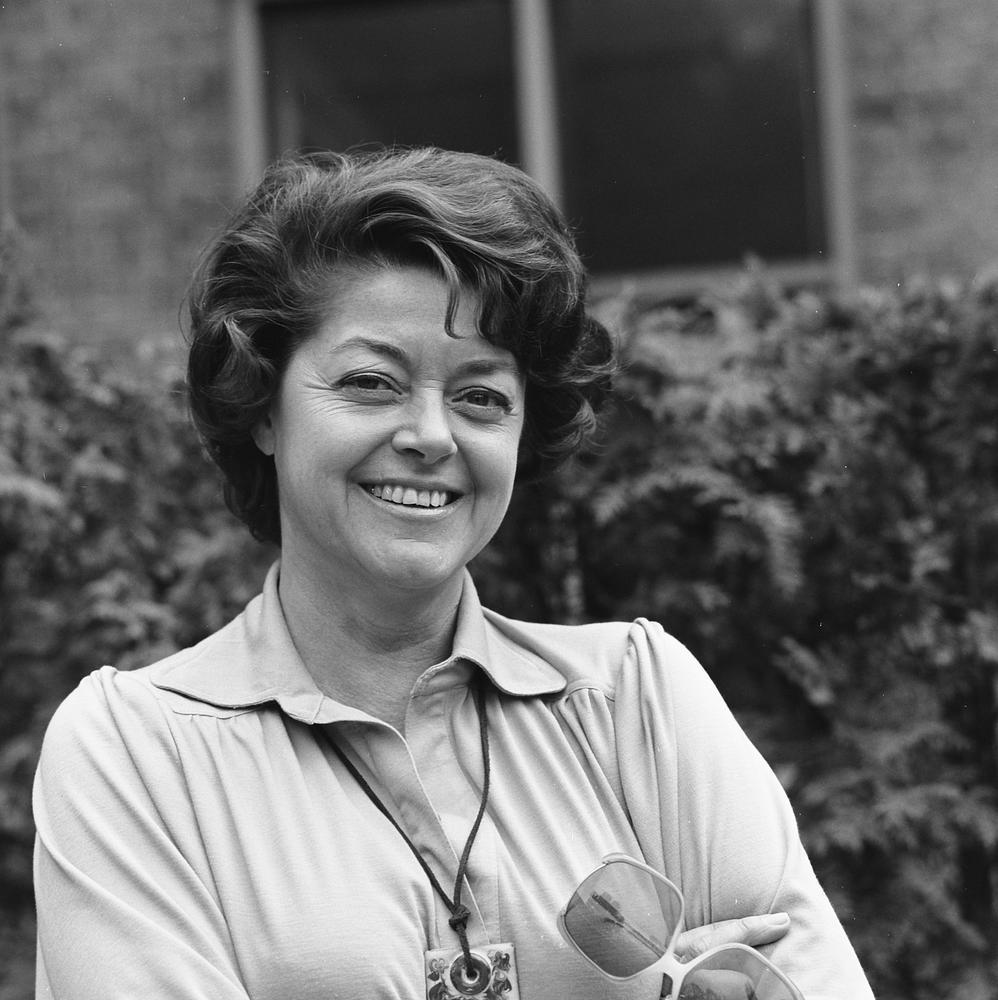
Teddy Scholten (1978)

Dorothea Margaretha ”Teddy” Scholten-van Zwieteren, född 11 maj 1926 i Rijswijk, Zuid-Holland, död 8 april 2010, var en nederländsk sångerska.
Teddy vann år 1959 Eurovision Song Contest med låten Een beetje (svenska litet grand) med musik komponerad av Dick Schallies och text av Willy van Hemert. Scholten avled 2010 efter en tids sjukdom.